# 史堤芬·尼史密夫
史堤芬·尼史密夫（英語：Steven Naismith，1986年9月14日—）是一位蘇格蘭職業足球員，司職影子前鋒。

## 職業生涯
格拉斯哥流浪
2007年8月31日，蘇超勁旅格拉斯哥流浪以190萬英鎊從基马诺克購入尼史密夫。
愛華頓
2012年7月4日，尼史密夫以自由身加盟愛華頓，合約為期四年。加盟愛華頓代表著尼史密夫能和效力格拉斯哥流浪時的隊友積拉域再次成為隊友。
加盟後首次的英超上陣機會是8月21日，2012/13英超開季後第一場賽事，愛華頓於主場葛迪遜公園對曼聯出擊。他在比賽90分鐘入替前鋒積拉域，而最終該場比賽愛華頓憑中場的頭縋入球險勝曼聯1-0，開聯賽首勝。

## 榮譽
格拉斯哥流浪
- 蘇格蘭足球超級聯賽冠軍(3)：2008/09年,2009/10年,2010/11年；
- 蘇格蘭聯賽盃冠軍(2)：2010年，2011年
- 蘇格蘭足總盃冠軍：2009年

## 外部連結
- 足球数据库：史堤芬·尼史密夫的球员统计数据